# Baseball-Bundesliga 1986
Die Baseball-Bundesliga 1985 war die dritte Saison der Baseball-Bundesliga. Die Meisterschaft sicherten sich zum dritten Mal in drei Jahren die Mannheim Tornados, die damit bis dato der einzige Sieger einer deutschen Baseballmeisterschaft nach Einführung der Baseball-Bundesliga 1984 waren. Zum ebenfalls dritten Mal wurde mit den Köln Dodgers eine Mannschaft aus Köln Vizemeister.

## Austragungsmodus und Teilnehmer
Die Baseball-Bundesliga 1985 wurde wie im Vorjahr eingleisig mit Hin- und Rückrunde ausgespielt. An einem Spieltag wurden dabei jeweils Doubleheader gespielt, das heißt, dass die Mannschaften zwei Spiele hintereinander bestritten.
Wie im Vorjahr nahmen wiederum sieben Mannschaften am Spielbetrieb teil, wobei die Mannheim Amigos, die München Brewers und die Heidelberg Lions die Mannheim Elite Giants, die Wiesbadener Mannschaft und die Filderstadt Flyers ersetzten.
Die Heidelberg Lions nahmen am Spielbetrieb allerdings außer Konkurrenz teil.

## Abschlusstabelle
Die Saison wurde erst am letzten Spieltag mit dem Spiel der bis dahin punktgleichen Mannheim Tornados und Köln Dodgers entschieden. Mannheim konnte das erste Spiel deutlich mit 16:5 gewinnen und sich mit dem 6:4-Sieg im zweiten Spiel die Meisterschaft endgültig sichern.
Tabelle:
|    | Team              | G  | V  | Pct. | GB |
| -- | ----------------- | -- | -- | ---- | -- |
| 1. | Mannheim Tornados | 20 | 4  | .833 | 0  |
| 2. | Köln Dodgers      | 18 | 6  | .750 | 2  |
| 3. | Heidelberg Lions* | 14 | 10 | .583 | 6  |
| 4. | Köln Cardinals    | 12 | 12 | .500 | 8  |
| 5. | Zülpich Eagles    | 8  | 16 | .333 | 12 |
| 6. | München Brewers   | 7  | 17 | .292 | 13 |
| 7. | Mannheim Amigos   | 5  | 19 | .208 | 15 |

'* außer Konkurrenz